# فخرالمحققین حلی
فخرالمحققین، ابوطالب محمد بن حسن حلّی (زادهٔ ۶۸۲ - درگذشتهٔ ۱۵ یا ۲۵ جمادی‌الثانی ۷۷۱ قمری/بهمن ۷۴۸ خورشیدی) از علمای شیعه و فرزند علامه حلی بوده است.

## زندگی
فخرالمحققین در جوانی با پدرش به ایران آمد و دوباره با پدر به حله برگشت. خود او در حاشیه کتاب الالفین می‌نویسد که ناگزیر به جلای وطن گردیده و به آذربایجان آمده و گویا دوباره به حله بازگشته‌است. مزار او دقیقاً مشخص نیست و گویا در حله وفات کرده و در نجف مدفون شده‌است.

## شاگردان
شهید اول، میر حیدر آملی و فرزند دانشمندش ظهیر الدین از جمله شاگردان اویند.

## آثار
فخر المحققین تالیفات بسیاری دارد که بسیاری از آن‌ها تکمیل آثار پدرش است از جمله تکمیل کتاب مشهور الفین، و اثر مشهور او «ایضاح الفوائد فی شرح مشکلات القواعد» است. کتاب‌های او از کتب علمی شیعه به‌شمار می‌آید از جمله می‌توان به آثار زیر اشاره کرد:
- نهای‍ة الوصول الی علم الاصول[۵]
- معراج الیقین فی شرح نهج المسترشدین[۶]
- نهج المسترشدین فی اصول‌الدین (شرح کتاب نهج المسترشدین علامه حلی در موضوع علم کلام)[۷]
- شرح مبادی الاصول
- شرح تهذیب الاصول
- ایضاح الفوائد (فی شرح مشکلات القواعد): این کتاب، شرح «قواعد» است که آن را به دستور پدرش تصنیف کرد. بنا به گفته شیخ بهایی، نظیر آن در فقه استدلالی، تألیف نشده‌است. آرای فخرالمحققین در کتاب «ایضاح الفوائد» مورد توجه فقهاست.[۸]
- الرسالة الفخریه فی معرفة النیه[۹]
- حاشیه بر ارشاد الاذهان علامه
- الکافیة الوافیة در علم کلام
- مسائل صدریه.[۱۰]
- سؤال عن فخرالمحققین الحلی و جوابه[۱۱]
- جوابات فخرالمحققین به مهنا بن سنان[۱۲]
- تحصیل النجاة (دربارهٔ اصول دین).
- جامع الفوائد
- واجبات الصلوة الثمانیه
- المسائل المظاهریه
- منبع الاسرار
- مناسک حج